# Jozef Krnáč
Jozef Krnáč (Bratislava, 30 de diciembre de 1977) es un deportista eslovaco que compitió en judo.
Participó en los Juegos Olímpicos de Atenas 2004, obteniendo una medalla de plata en la categoría de –66 kg. Ganó dos medallas en el Campeonato Europeo de Judo, plata en 2002 y bronce 2001.

## Palmarés internacional
| Juegos Olímpicos   | Juegos Olímpicos    | Juegos Olímpicos  | Juegos Olímpicos |
| Año                | Lugar               | Medalla           | Categoría        |
| ------------------ | ------------------- | ----------------- | ---------------- |
| 2004               | Atenas (Grecia)     | Medalla de plata  | –66 kg           |
| Campeonato Europeo |                     |                   |                  |
| Año                | Lugar               | Medalla           | Categoría        |
| 2001               | París (Francia)     | Medalla de bronce | –66 kg           |
| 2002               | Maribor (Eslovenia) | Medalla de plata  | –66 kg           |